# TBX22
El factor de transcripción T-box TBX22 es una proteína que en humanos está codificada por el gen TBX22.
TBX22 es un miembro de una familia de proteínas filogenéticamente conservadas que comparten un dominio común de unión al ADN T-box. Los genes T-box codifican factores de transcripción implicados en la regulación de los procesos de desarrollo. Las mutaciones en este gen se han asociado con el trastorno hereditario ligado al cromosoma X, paladar hendido con anquiloglosia (atadura de la lengua), y se cree que desempeña un papel importante en la palatogénesis humana. Anteriormente se había mapeado en el brazo largo del cromosoma X y ahora se ha demostrado que las mutaciones en el gen TBX22 son la causa de este síndrome. Las mutaciones de TBX22 también provocan paladar hendido no sindrómico en algunas poblaciones.
TBX22 se compone de siete exones que abarcan 8,7 kilobases de ADN genómico en Xq21.1. El ARNm de TBX22 tiene 2099 pares de bases de longitud y codifica una proteína de 400 aminoácidos que contiene un dominio T en su región NH2-terminal que tiene la característica única de que faltan 20 aminoácidos en relación con los otros dominios T conocidos.

## Función
Los genes T-box son miembros de una familia de reguladores transcripcionales que contienen una región que codifica una proteína de unión al ADN  de aproximadamente 200 aminoácidos: el dominio T. Estos genes se agrupan sobre la base de la homología existente entre sus productos y la proteína Brachyury (o T) de ratón. En humanos y ratones, se han identificado y mapeado hasta ahora numerosos genes que contienen dominio T en todo el genoma. La expresión espacio-temporal de estos genes está estrictamente regulada durante el desarrollo tanto de vertebrados como de invertebrados.
Los estudios funcionales han demostrado que varios genes T-box están implicados en la especificación del mesodermo en el embrión en desarrollo de ratón o Xenopus. En ratones, el gen Brachyury se expresa en las células del mesodermo temprano y luego su expresión se restringe a la notocorda. La proteína Brachyury se une como un dímero a una secuencia parcialmente palindrómica de 20 nucleótidos reconocida por su dominio T. De manera más general, se ha demostrado que los genes T-box son críticos durante el desarrollo para una morfogénesis y organogénesis adecuadas. Se ha demostrado que la expresión anormal de varios genes T-box causa anomalías en el desarrollo en ratones, Drosophila o peces cebra.

## Significación clínica

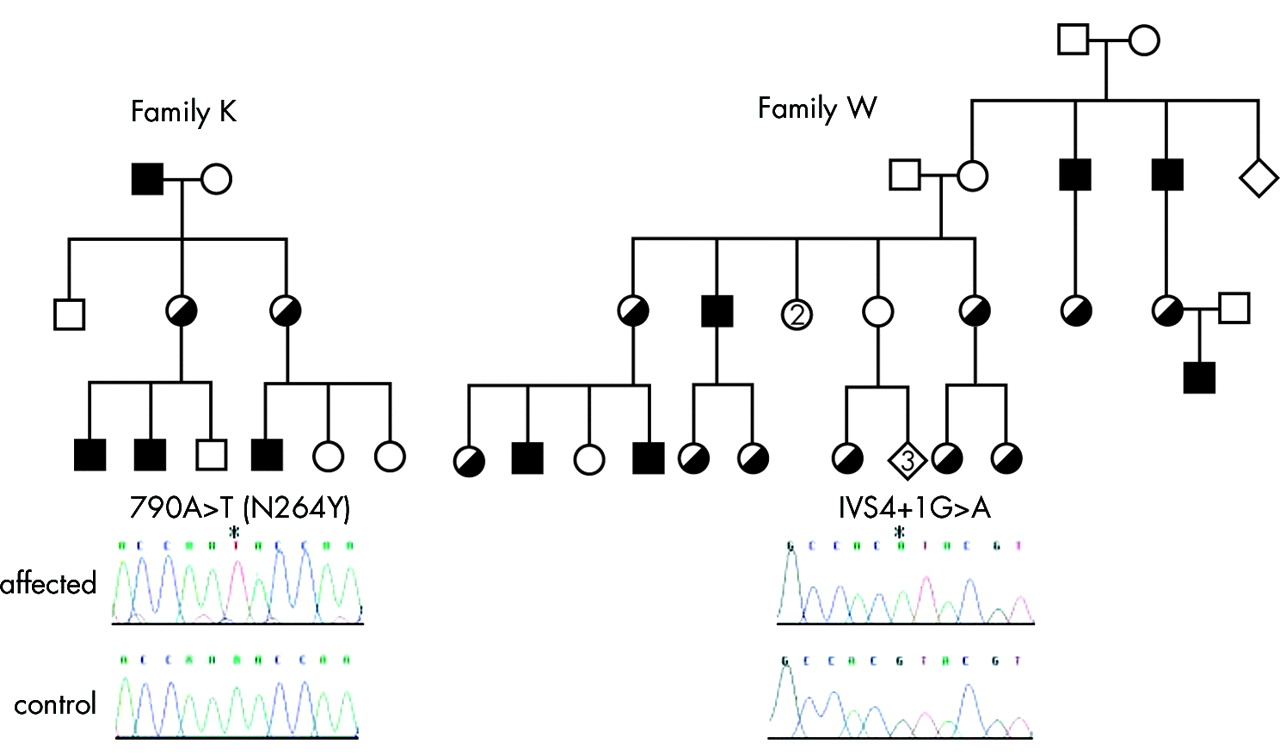
Se prevé que las mutaciones de TBX22 en dos familias tengan paladar hendido ligado al cromosoma X y anquiloglosia. Los electroferogramas de secuencia del ADN genómico amplificado del exón 5 (familia K) y del exón 4 (familia W) son de machos afectados (mutantes) y hembras no afectadas (control). * Representa el sitio de la variante de secuencia.

En los seres humanos, dos genes T-box están involucrados en trastornos hereditarios: las mutaciones en TBX5 causan el síndrome de Holt-Oram, mientras que las mutaciones en TBX3 causan el síndrome cubital-mamario .
Las mutaciones en TBX22 causan paladar hendido ligado al cromosoma X y anquiloglosia. Se ha descrito CPX en un pequeño número de familias que exhiben una herencia  ligada al cromosoma X fuerte. El fenotipo de hendidura afecta predominantemente a varones que muestran variaciones que van desde una hendidura completa del paladar secundario, hendidura submucosa o úvula bífida hasta paladar arqueado alto. La anquiloglosia se observa con frecuencia en pacientes afectados y mujeres portadoras, y ha demostrado ser un indicador útil de CPX. Los estudios temporales y espaciales que utilizan la hibridación in situ tanto en humanos como en ratones han demostrado que TBX22 / Tbx22 se expresa principalmente en los estantes palatinos y la lengua durante la palatogénesis, lo que indica un papel específico de TBX22 en el desarrollo tanto del paladar como de la lengua. Además de las familias con herencia ligada al cromosoma X bien definida, se han identificado mutaciones de TBX22 en varias familias en las que el tamaño del árbol genealógico y / o los antecedentes familiares eran demasiado limitados para predecir el modo de herencia. En estos casos, la verificación se basó en gran medida en la presencia de anquiloglosia y paladar hendido.
Se ha demostrado que TBX22 hace una contribución significativa a la prevalencia de paladar hendido al menos en las cohortes brasileña y norteamericana. Hasta la fecha, se han reportado 10 mutaciones diferentes de TBX22 en pacientes con PC y / o anquiloglosia. Estos incluyen pequeñas eliminaciones / inserciones, tonterías, sitio de empalme, cambio de marco y alteraciones de sentido erróneo.